# 放羊的星星
《放羊的星星》（英語：My Lucky Star）是2007年三立華人電視劇週日十點檔系列的第十四部作品。全劇共20集，由金牌製作公司製作，三立電視和台視共同監製。2007年3月11日於台視主頻道首播（逢星期日晚上九點半），並於同年3月17日在三立都會台緊接播出（逢星期六晚上九點整）。翌年七月，中国大陆安徽卫视独家引进该剧，创下收视纪录。本戲除了有韓國籍演員擔綱主演之外，劇中的拍攝地點更橫跨台灣北中南各地。接檔《愛情經紀約》，為「一段愛與OX的故事」的第十四部也是最後一部。

## 故事簡介
仲天騏與夏之星，一個是E-shine珠寶王國的二少爺身兼國際知名F1賽車手，一個則是為愛入獄的詐欺犯，因為一次偶然的碰撞，兩個同時被愛情拋棄的人緊緊被銬在一起，兩人放下身分的隔閡，在簡樸溫馨的明日鄉裡共譜戀曲。天騏教阿星不再說謊，阿星則讓一直是天之驕子的天騏，領悟到寶石的珍貴不在價錢，而是在人們賦予它的特殊意義。看著夢想設計珠寶，卻始終只能靠仿冒飾品維生的阿星，已與E-shine決裂的天騏為了一圓她的夢想，決定踏上賭命賽車一途，卻在一次敗北當中，慘遭黑道老大發哥廢了右手，身負重傷...
身心俱疲的阿星認為自己拖累了天騏，痛苦地接受了仲父的支票，決定永遠離開天騏。天騏的哥哥天駿不忍拆散鴛鴦，開車要帶阿星回來與天騏會面，孰料半路車禍身亡。天騏自此封鎖情感，性情驟變，抱著對阿星的仇恨，加倍工作，變成冷血無情的商人。五年後，因為一名爭取E-shine代言的巨星韓志胤，天騏與阿星再度相逢，再也不能信任彼此的怨偶，卻因為當初定情的一條手鍊「仲夏夜之星」，仍然被緊緊地牽繫在一起，再度愛上彼此的兩人，卻只能用謊言不斷包裝自己的真心...
放羊的星星，在親情與愛情交織而成的歡笑與淚水當中，營造出一段爾虞我詐的春天戀曲。

## 劇中角色

### 仲家
| 演員   | 角色                                       | 暱稱/關係/職業 | 登場集數             |
| 王道   | 仲威                                       | 前E-shine董事長 仲天駿、仲天騏、韓志胤之父 夏之星之公公、歐雅若前公公 生前不喜歡夏之星 罹患帕金森氏症，後來因病過世。 | 1-2, 4-5, 7-12       |
| 鄭仲茵 | 許淑媛                                     | 仲天駿、仲天騏之母 韓志胤之繼母 夏之星婆婆、歐雅若前婆婆 患有憂鬱症，受不了仲威外遇進而跳樓身亡。 | 4                    |
| 李之勤 | 仲華 Katherine Zhong                       | E-shine董事 仲威之妹 仲天駿、仲天騏、韓志胤之姑姑 移民米蘭，是個明理之人，喜歡阿星，不喜歡雅若。五年前在泰國找到韓志胤，替仲威照顧彌補志胤。 | 14-16, 18, 19 (聲音) |
| 立威廉 | 仲天駿                                     | E-shine大少爺 仲威、許淑媛之長子 仲天騏之兄 韓志胤同父異母之長兄 文雅穩重、溫和可親，一直喜歡著雅若，最後因為雅若而死於車禍。 | 1-8, 11-12           |
| 林志穎 | 仲天騏 Vernon Zhong                        | E-Shine二少爺、總經理 26歲-31歲，國際知名的F1賽車手。 仲威、許淑媛之次子 仲天駿之弟 韓志胤同父異母之二哥 夏之星之男友、歐雅若前男友。 倨傲不馴，熱情專一、可以為愛付出一切，也可以為愛毀滅一切。 五年前和阿星誤打誤撞的相遇了，但卻引來歐雅若的憎恨，與阿星的愛情跌跌撞撞，不被眾人祝福，後來誤以為天駿的死亡是阿星害的，五年後重新遇到阿星解開誤會，最後和阿星在一起。 | 全劇                 |
| 林冠宇 | 童年天騏，親眼目睹母親跳樓自殺，從此懼高。 | 4-5 |                      |
| 李威   | 韓志胤 仲志胤                              | E-Shine三少爺 國際知名巨星 仲威之私生子 仲天駿、仲天騏同父異母之弟弟 一開始並不認同自己為仲家的人，後來與天騏感情越來越好而放下執著接受回仲家，後來接手管理E-shine。 | 11(照片), 12-20      |
|        | 吳嫂                                       | 仲家傭人。 | 7-8, 10, 14, 16-17   |

### 夏家
| 演員                | 角色   | 暱稱/關係/職業 | 登場集數    |
| 董至成              | 李光明 | 夏之星之舅舅 妮妮之養舅公 好賭成性，總是把利益擺在眼前。 | 2-16, 18-20 |
| 劉荷娜 配音：姚敏敏 | 夏之星 | 23歲-28歲 李光明之外甥女 仲天騏之未婚妻、趙十三前女友 妮妮乾媽亦為養母 仲天駿之弟媳、韓志胤之二嫂 曾經為愛入獄的詐欺犯，因為生活而選擇說謊，遇見天騏後改變了她，便從此不再說謊 五年前被誤會害死仲天駿，五年後再度遇見深愛的他，並與天騏解開誤會，最後懷有仲天騏的小孩。 | 全劇        |

### 歐家
| 演員   | 角色   | 暱稱/關係/職業 | 登場集數 |
| 王惠五 | 歐懷民 | 歐雅若之父 死刑犯，對小時候的歐雅若家暴，使她懷有恐懼感，也是歐雅若不敢公開的父親。 | 1, 11-12 |
| 洪小鈴 | 歐雅若 | 仲天駿前未婚妻、仲天騏前女友 因心裡還愛著天騏所以對夏之星恨之入骨 死刑犯歐懷民之女，因出身卑賤，有不堪的過往，使她在成功後，更加歧視窮苦卑賤之人，努力要將自己跟那類人區隔。 她好勝堅強、獨立果敢，為達目的，不擇手段，即使犧牲自己，也在所不惜。因此在與天騏相戀之後，遇上了性情沉穩，又穩坐接班人之位的天駿，她開始動搖，最終選擇了理想中的天駿，卻放不下深愛著的仲天騏，因此當天騏愛上詐欺犯夏之星，即瘋狂地憎恨與陷害她。 | 全劇     |

### 趙家
| 演員   | 角色   | 暱稱/關係/職業                                                                                   | 登場集數     |
| 黃玉榮 | 趙十三 | 明美之夫 妮妮之父 夏之星之初戀情人。                                                             | 1, 10        |
| 傅珮慈 | 趙妮妮 | 趙十三、明美之女 後來被夏之星收養，有先天性心臟病，夏之星為了籌得400萬手術費而答應跟仲天騏分手。 | 12-16, 18-20 |
| 宋智愛 | 江明美 | 趙十三之妻 妮妮之母，體弱多病。                                                                  | 1            |

### 明日鄉
| 演員   | 角色   | 暱稱/關係/職業                                                                       | 登場集數     |
| 程學書 | 吳英雄 | 吳仁耀之父，明日鄉鄉長。                                                             | 2-6, 9       |
| 郭世倫 | 吳仁耀 | 吳英雄之子，喜歡阿星，是修車黑手，曾被仲威栽贓毒品走私，被約談。                     | 2-4, 6-9, 12 |
| 鄭曉慧 | 何寶珠 | 夏之星之好友，喜歡天騏，後來她家中了大樂透，而在半夜和父親搬離明日鄉，從此不見蹤影。 | 3-9          |
| 翁順興 | 豬肉榮 | 明日鄉鄉民，以開肉舖為生，何寶珠之父。                                               | 2-5, 8       |
| 郭慧康 | 范建   | 吳仁耀修車廠的員工。                                                                 | 3-5, 7-9, 12 |
| 安澤   | 曾孝   | 吳仁耀修車廠的員工。                                                                 | 3-5, 7-9     |
| 呂俍慧 | 三姑   | 明日鄉鄉民。                                                                         | 2-6, 8       |
| 黃秀美 | 六婆   | 明日鄉鄉民。                                                                         | 2-6, 8       |

### E-Shine
| 演員   | 角色   | 暱稱/關係/職業                                                                               | 登場集數      |
| 梁修治 | 鄭克群 | E-Shine董事，對E-Shine處處覬覦，處心積慮想成為珠寶界龍頭霸主。                               | 1-5, 7, 18-20 |
| 管謹宗 | 董事   | E-Shine董事。                                                                                | 1-2, 5, 7     |
| 戴士堯 | 老K    | 仲威之手下。                                                                                 | 1-2, 5-9      |
| 吳彥呈 | Ryan   | 員工兼助理。                                                                                 | 7, 11-12      |
| 小巴   | Jason  | 仲天騏之助理，為夫人作了很多事，也知道天騏對阿星付出很多，希望夫人有時也能為總經理付出一些。 | 12-14, 16-19  |
| 黃婕菲 | Amy    | E-Shine設計師。                                                                              | 16-19         |

### 客串
| 演員                  | 角色       | 暱稱/關係/職業 | 登場集數   |
| 王琄                  | 黛比       | 夏之星獄友，為阿星好的朋友，不希望阿星的後果跟她一樣，一直被男人騙。 | 1          |
| 孟庭麗                | 王夫人     | 買鑽石項鍊的客戶。 | 1          |
| 李珊珊                | 威爾森夫人 | 美國聯邦銀行總裁、天才神童查克之母。 | 1, 5, 7    |
| 鈕承澤                | 酒吧老闆   | 在歐雅若迷失時給予開導。 | 9          |
| 邱隆杰                | 阿Ken      | 與天騏尬車的車手。 | 10         |
| 艾莉絲                | Britney    | 與韓志胤一夜情的空姐。 | 12         |
| 謝其文                | 仿冒犯     | 仿冒E-Shine產品而被天騏依法處理，心有未甘而綁架夏之星勒索贖金。 | 12, 16, 18 |
| 李國超                | 包租公     | 喜歡阿星，趁阿星恍神時，幫她戴上戒指自以為阿星是喜歡他的，後來因為韓志胤的關係才了解事實，放阿星自由。                                                                         | 13         |
| 柯逸華 （Igor Kovic） | Giovanni   | 萬寶龍執行長，特地來台與E-Shine洽談增資合作案，並在一場祕密午宴中將設計給女兒的婚戒送給仲天騏與夏之星。                                                                        | 15         |
| 劉亮佐                | Hedda      | 寶石鑑定家，知道歐雅若抄襲夏之星的作品，所以讓街頭的人當她們的評審用意，就是要她們說出作品背後那感人的故事，同時拉票最多的人，就選那樣作品作為雜誌的封面，最後選了夏之星作品。 | 19-20      |

### 其他
| 演員   | 角色     | 暱稱/關係/職業 | 登場集數       |
| 陳為民 | 發哥     | 香瓜寮的地痞流氓，和阿星是債主關係，分別輸給為了幫助夏之星的仲天騏與韓志胤。 | 2-3, 5, 10, 17 |
| 王鏡冠 |          | 發哥的小弟。 | 2-3, 10        |
| 凌葳葳 | 阿花     | 發哥的女朋友,偶像韓志胤,喜歡珠寶。 | 3, 17          |
| 蔡裴琳 | 金善美   | 大華電子千金，仲威請來喬裝為天騏的未婚妻，但她看的出天騏和阿星是非常相愛的。 | 8, 11          |
| 程伯仁 | 喬治     | 韓志胤之經紀人，是仲華安排在志胤身邊的人，不希望韓志胤為了阿星傷害自己，也不想再看到他為了阿星難過，所以決定帶他離開時，E-Shine突然發生珠寶危機，所以決定讓他留下來讓他們兄弟倆團圓。 | 12-17, 19      |
| 張詩盈 | 主持人   | “拍賣韓志胤：籌建孤兒之家慈善影友會”主持人。 | 12-13          |
| 陳以文 | 廣告導演 | 韓志胤拍攝廣告之導演。 | 19             |
| 唐國忠 | Rick     | 天騏的高中同學兼好友，富二代，認為另一半應條件相當且要門當戶對才合適。 | 8              |
|        | Paul     | 天騏的高中同學兼好友，富二代，認為另一半應條件相當且要門當戶對才合適。 | 8              |
| 姚淳耀 | 記者     | |                |
| 羅香菱 | 記者     | |                |

## 收視率（台視）
| 播映日期   | 集數     | 收視率 | 排名 |
| ---------- | -------- | ------ | ---- |
| 2007/03/11 | 01       | 2.24   | 2    |
| 2007/03/18 | 02       | 2.51   | 2    |
| 2007/03/25 | 03       | 2.46   | 2    |
| 2007/04/01 | 04       | 2.36   | 2    |
| 2007/04/08 | 05       | 2.61   | 2    |
| 2007/04/15 | 06       | 2.50   | 2    |
| 2007/04/22 | 07       | 2.17   | 2    |
| 2007/04/29 | 08       | 2.61   | 1    |
| 2007/05/06 | 09       | 2.58   | 1    |
| 2007/05/13 | 10       | 2.49   | 1    |
| 2007/05/20 | 11       | 2.50   | 1    |
| 2007/05/27 | 12       | 2.37   | 1    |
| 2007/06/03 | 13       | 2.68   | 1    |
| 2007/06/10 | 14       | 3.78   | 1    |
| 2007/06/17 | 15       | 3.74   | 1    |
| 2007/06/24 | 16       | 3.65   | 1    |
| 2007/07/01 | 17       | 3.75   | 1    |
| 2007/07/08 | 18       | 3.95   | 1    |
| 2007/07/15 | 19       | 3.85   | 1    |
| 2007/07/22 | 20       | 4.67   | 1    |
| 收視平均   | 收視平均 | 2.98   | -    |

- 同時段偶像劇：華視《熱情仲夏 / 換換愛》、 中視《轉角＊遇到愛 / 18禁不禁》、民視《黑糖瑪奇朵》

## 電視原聲帶
- 01. 對望---Bii(韓文版)
- 02. 極速愛情---李雅微
- 03. 對望---林志穎
- 04. Paradise---李雅微
- 05. 我們的紀念---李雅微
- 06. Goodbye my love---何俊明
- 07. 堅強分手---何俊明
- 08. 華麗的悲傷 (極速愛情 配樂)
- 09. 陪我在107號牢房
- 10. 眼角的漩渦
- 11. 留住紀念 (我們的紀念 鋼琴版)
- 12. Goodbye初體驗 (Goodby my love鋼琴版)
- 13. 天堂上的星星 (paradise配樂)
- 14. 白紗窗 (演奏曲)
- 15. 慢熱筆記 (對望 配樂)
- 16. 戀愛Paradise (Paradise 配樂)
- 17. 暗飆 (極速愛情 配樂)
- 18. 聖戰路西法

## 相關週邊商品
- 《放羊的星星》電視原聲帶 - 2007年3月9日發行
- 《放羊的星星》電視小說 - 2007年3月28日出版
- 《放羊的星星》寫真紀實 - 2007年6月1日出版
- 《放羊的星星》第一輯（第一至十一集）DVD- 2007年6月15日發行
- 《放羊的星星》第二輯（第十二至二十集）DVD - 2007年8月16日發行

## 外部連結
- 台視《放羊的星星》官方網站 （页面存档备份，存于）
- 三立都會台《放羊的星星》官方網站

## 作品的變遷
| 台視 星期日21:30 - 23:15               | 台視 星期日21:30 - 23:15               | 台視 星期日21:30 - 23:15 |
| -------------------------------------- | -------------------------------------- | ------------------------ |
|                                        | 放羊的星星 （2007.03.11 - 2007.07.22） |                          |
| 愛情經紀約 （2006.11.12 - 2007.03.04） | 櫻野三加一 （2007.07.29 - 2007.11.11） |                          |

| 三立都會台 星期六21:00                 | 三立都會台 星期六21:00                 | 三立都會台 星期六21:00 |
| -------------------------------------- | -------------------------------------- | ---------------------- |
|                                        | 放羊的星星 （2007.03.17 - 2007.07.28） |                        |
| 愛情經紀約 （2006.11.18 - 2007.03.10） | 櫻野三加一 （2007.08.04 - 2007.11.17） |                        |

| 新加坡 星和都會台 星期六 19:00-21:00 （2007.12.08 為直播「第44屆金馬獎」而暫停） | 新加坡 星和都會台 星期六 19:00-21:00 （2007.12.08 為直播「第44屆金馬獎」而暫停） | 新加坡 星和都會台 星期六 19:00-21:00 （2007.12.08 為直播「第44屆金馬獎」而暫停） |
| -------------------------------------------------------------------------------- | -------------------------------------------------------------------------------- | -------------------------------------------------------------------------------- |
|                                                                                  | 放羊的星星 （2007.08.25 - 2007.12.15）                                           |                                                                                  |
| 愛情經紀約 （2007.06.02 - 2007.08.18）                                           | 美味關係 (2007.12.22 - 2008.04.05）                                              |                                                                                  |

| 台灣 台視綜合台 星期二至六 00:00 - 01:30 (2/12 - 02/16暫停播出)                          | 台灣 台視綜合台 星期二至六 00:00 - 01:30 (2/12 - 02/16暫停播出) | 台灣 台視綜合台 星期二至六 00:00 - 01:30 (2/12 - 02/16暫停播出) |
| ---------------------------------------------------------------------------------------- | --------------------------------------------------------------- | --------------------------------------------------------------- |
|                                                                                          | 放羊的星星 （2013.02.05 - 2013.03.09)                           |                                                                 |
| 下一站，幸福(13:30 - 15:00) （2013.01.03 - 2013.02.04) （1/8起改為 二至五 00:00 - 01:30) | 無敵珊寶妹 （2013.03.12 - 2013.04.06)                           |                                                                 |

1. ↑  . yule.sohu.com.   [2023-04-27]. （原始内容存档于2022-06-29）.